# Bruun Juul Fog

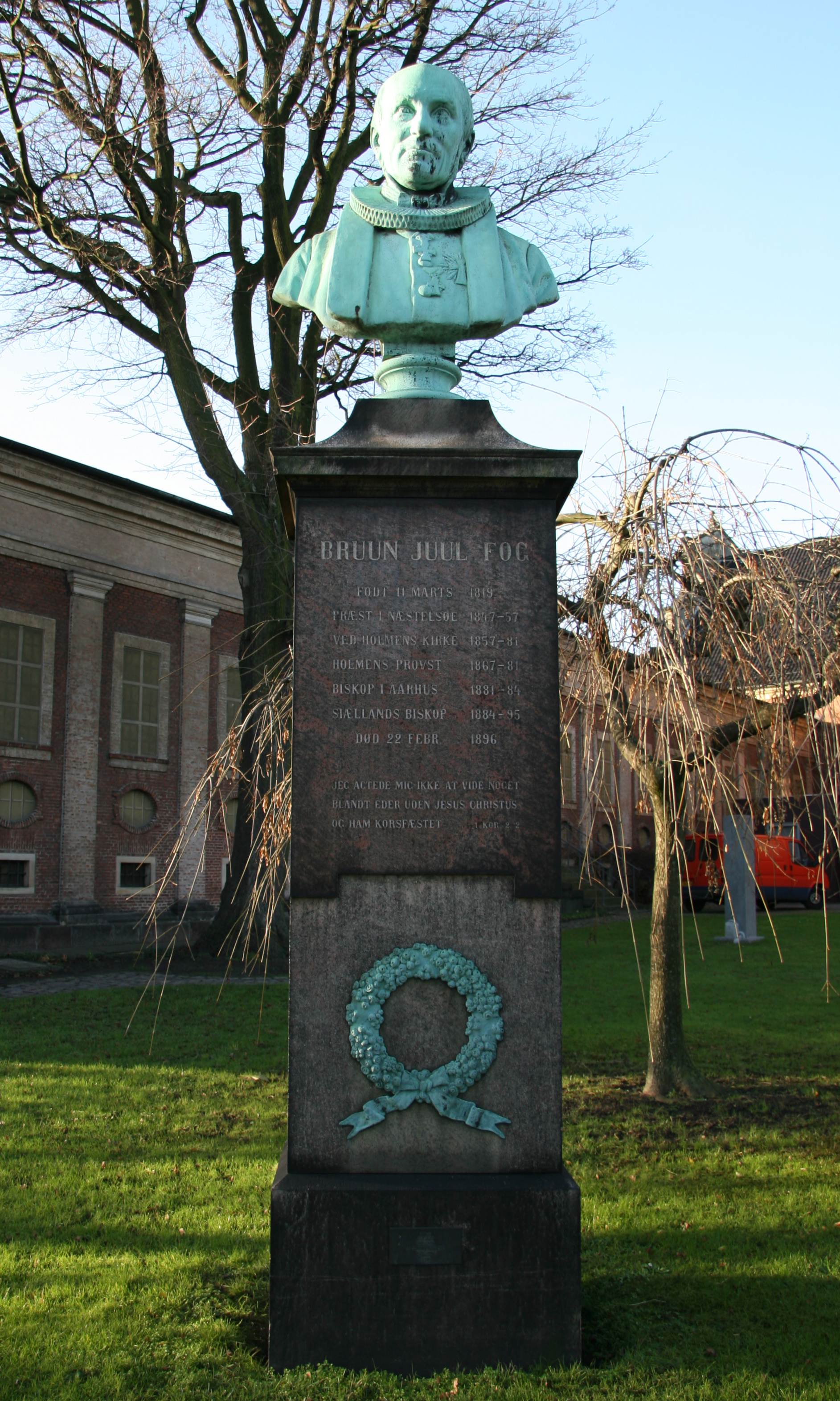
Fogs byst vid Holmens kyrka.

Brun Juul Fog, född den 11 mars 1819, död den 22 februari 1896, var en dansk biskop, i andra giftet svärson till Balthasar Münter. 
Han blev 1843 teologie kandidat och påverkades i synnerhet av Martensen; idkade dessutom filosofiska studier och blev 1856 filosofie doktor på avhandlingen Cartesius, den nyere filosofis fader. År 1847 blev han kyrkoherde i Sydsjälland, förflyttades 1857 till Holmens kyrka i Köpenhamn och blev 1867 prost vid samma kyrka, efter sin blivande svärfar. 
Han var en i synnerhet bland de bildade kretsarna omtyckt predikant, och som docent i pastoralteologi (sedan 1865) utövade han också stort inflytande på många yngre teologer. År 1881 blev Fog biskop i Aarhus stift och 1884 i Själlands, men tog 1895 avsked. År 1879 blev han teologie hedersdoktor vid universitetet. 1884-96 utgav han 4 samlingar Prædikener.